# 1995 v letectví
Tento článek obsahuje seznam událostí souvisejících s letectvím, které proběhly roku 1995.

## Události

### Únor
- 10. února – Prototyp Antonova An-70 je zničen při vzdušné srážce s doprovodným letadlem An-72. Zahynulo všech 7 lidí na palubě.

### Srpen
- 30. srpna – NATO spouští Operaci Deliberate Force proti silám bosenských Srbů. Během prvních 24 hodin je provedeno 200 bojových letů, včetně první bojové mise Luftwaffe od druhé světové války. Nálety budou pokračovat až do 14. září.

### Září
- 9. září – v závodě o Pohár Gordona Bennetta zvítězili Němci Wilhelm Eimers a Bernd Landsmann

## První lety

### Červen
- 9. června – Eurocopter EC 120 Colibri

### Srpen
- 17. srpna – Embraer ERJ 145
- 25. srpna – Airbus A319

### Říjen
- 7. října – Learjet 45

### Listopad
- 2. listopadu – Fokker F60
- 28. listopadu – Gulfstream V
- 29. listopadu – F/A-18E Super Hornet, BuNo 165164

### Prosinec
- 1. prosince – Air Tractor AT-602
- 18. prosince – NHI NH90